# Centre d'épidémiologie sur les causes médicales de décès
Le Centre d'épidémiologie sur les causes médicales de décès (CépiDc) est un service de l'Institut national de la santé et de la recherche médicale (INSERM) chargé de la production de la statistique sur les causes médicales de décès en France, donnée essentielle pour le pilotage des politiques de santé publique tant au niveau national qu'au niveau international.

## Histoire

### Contexte
Jean-Noël Biraben estime que « c'est vraisemblablement à l'occasion de la grande peste noire de 1348-1350 que, pour la première fois en Europe occidentale, on eut l'idée de dénombrer, dans certaines villes, les décès dus à une cause déterminée : en l'occurrence la peste. Par endroit, l'habitude s'en est conservée ou a été reprise ».
Le système statistique français s'est construit sur plusieurs siècles, grâce notamment aux registres paroissiaux : en 1539, l'édit de Villers-Cotterêts de François Ier rend obligatoire la tenue, dans chaque paroisse, de registres des baptêmes et des sépultures tenus par le curé.
Pourtant, l'histoire de la statistique française des causes de décès ne commence en France qu'en 1891. L'Institut international de statistique demande alors à Jacques Bertillon, chef des Travaux statistiques à la Ville de Paris, de préparer une nouvelle classification internationale des causes de décès. Deux listes ont précédé celle-ci mais n'ont jamais été appliquées. La liste sera révisée neuf fois. Mais la plus grande difficulté provenait de la rédaction trop incertaine des bulletins de décès. La révision de 1948 ouvre une nouvelle étape car elle est entreprise sous les auspices de l'Organisation mondiale de la santé.

### Création du CépiDc
Depuis 1968, le CépiDc, service de l'Institut national de la santé et de la recherche médicale (INSERM), est chargé d'élaborer annuellement la statistique nationale des causes médicales de décès en collaboration avec l'Institut national de la statistique et des études économiques (INSEE). Cette statistique est établie grâce aux informations présentes sur le certificat et le bulletin de décès.
Un règlement de la Commission européenne du 5 avril 2011 rend obligatoire les statistiques et leur transmission à Eurostat.
Les améliorations dans la classification et la collecte ne suppriment pas la prudence que nécessitent la lecture des données et les comparaisons internationales, ainsi que le précisent des chercheurs de l'Institut national d'études démographiques (INED) dans un article intitulé « On ne meurt qu'une fois… mais de combien de causes ? ».

## Missions
Le CépiDc produit annuellement la statistique des causes médicales de décès en France. Il diffuse les données épidémiologiques de mortalité et alimente le Système national des données de santé (SNDS) avec des données de la Base de données sur les Causes Médicales de Décès (BCMD) ; il facilite, aux équipes de recherche, l'accès aux données de ce dernier.
Le CépiDc réalise des études et des recherches épidémiologiques sur les causes médicales de décès.
Le CépiDc assure la direction du Centre collaborateur OMS (CCOMS) sur les classifications internationales en santé en langue française.
À l'échelon international, les données sont diffusées à Eurostat et à l'Organisation mondiale de la santé (OMS).

## Organisation et méthodes
Les trois étapes du travail sont celles de la collecte, de la classification et de l'analyse. L'article L. 2223-42 du Code général des collectivités territoriales précise que le certificat médical attestant le décès, établi par un médecin, précise la ou les causes de décès, aux fins de transmission à l'Institut national de la santé et de la recherche médicale. Il existe deux possibilités de déclaration : la certification électronique des décès, la certification papier.
La codification des causes de décès par des codeurs-nosologistes s'appuie sur la Classification internationale des maladies (CIM) de l'Organisation Mondiale de la Santé (OMS), ce qui permet une comparaison internationale des données de mortalité.
Il est possible de consulter les données de mortalité sur le site officiel : effectifs de décès, taux de mortalité bruts et standardisés, par département, région, et grande ville depuis 1979 ; données plus spécifiques sur des regroupements de maladies, zones géographiques et lieux de décès.
Le CépiDc est situé à l'hôpital du Kremlin-Bicêtre (Val-de-Marne).

## Publications
Les publications scientifiques sont listées et consultables sur le site officiel.
Le CépiDc publie lui-même ou contribue et participe à des publications dont :
- Atlas de la mortalité par cancer en France : Évolution 1970-2004, Institut national du cancer, coll. « Rapports & synthèses », 2008, 182 p. (BNF 41455613, HAL hal-01570643, SUDOC 136994261).
- Grégoire Rey (directeur du CépiDc), « Mesures des inégalités socio-spatiales de santé », dans Thierry Lang (dir.) et Valérie Ulrich (dir.), Les inégalités sociales de santé (actes du séminaire de recherche de la DREES, 2015-2016), 2017, 290 p. (ISBN 978-2-11-151597-0, lire en ligne), p. 70–81.
- Indicateurs de mortalité post-hospitalière : Expériences étrangères, enseignements de la littérature et recommandations pour l'aide à la décision publique et le développement d'indicateurs en France, Haute Autorité de santé, 2017, 66 p. (lire en ligne).

Plusieurs thèses de doctorat en santé publique ont été rédigées au CépiDc et soutenues à Paris-XI puis à Paris-Saclay :
- Agathe Mechinaud Lamarche-Vadel (sous la dir. de Grégoire Rey et de Laurence Meyer), Élaboration d'indicateurs de mortalité post-hospitalière à différents délais avec prise en compte des causes médicales de décès (option épidémiologie, NNT 2014PA11T073), 2014 (HAL tel-01165007).
- (en) Maryam Karimi (sous la dir. d'Aurélien Latouche et Grégoire Rey), Joint modelling of individual socio-professional trajectory and overall or cause-specific survival (option biostatistiques, NNT 2016SACLS120), 2016 (HAL tel-01533993).
- Walid Ghosn (sous la dir. de Grégoire Rey), Disparités spatiales de mortalité par cause en population générale (option épidémiologie, NNT 2017SACLS066), 2017 (HAL tel-01542406).
- Moussa Laanani (sous la dir. de Grégoire Rey et Joël Coste), Étude des relations entre l’état de santé, sa prise en charge et le décès par suicide à partir du Système national des données de santé (option épidémiologie, NNT 2020UPASR016), 2020 (HAL tel-03506263).
- (en) Louis Falissard (sous la dir. de Grégoire Rey et Said Karim Bounebache), Deep learning methods in epidemiology and their applications to electronic health databases (option biostatistiques, NNT 2021UPASR019), 2021 (HAL tel-03402715).

Des données sont reprises, analysées et publiées par l'INSEE. Exemples :
- Causes de décès des jeunes et des enfants. Données annuelles de 1990 à 2020 [lire sur insee.fr]
- Causes de décès selon le sexe. Données annuelles de 1990 à 2020 [lire sur insee.fr]
- Causes de décès des personnes âgées. Données annuelles de 1990 à 2020 [lire sur insee.fr]